# Петрушевський Дмитро Мойсейович
Дмитро́ Мойсе́йович Петруше́вський (нар. 1 вересня (13 вересня за новим стилем) 1863, село Кобринове, Київської губернії (нині Тальнівського району Черкаської області) — пом. 12 грудня 1942, Казань) — український історик-медієвіст. Академік АН СРСР (1929).

## Біографія
1886 року закінчив Київський університет. Учень Івана Васильовича Лучицького.
У 1897—1906 роках був професором Варшавського університету.
У 1906—1911 роках був професором Московського університету.
У 1914—1917 роках був професором Петроградського університету.
У 1917—1942 роках знову був професором Московського університету.
Головна праця — «Повстання Уота Тайлера» (частини 1—2, 1897—1901, четверте видання — 1937).